# Ghati occidentali
I Ghati o Gati occidentali (in inglese Western Ghats) sono una catena montuosa situata nella parte sud-ovest della penisola indiana, scorrendo per 1600 km da nord a sud lungo la parte occidentale della piana del Deccan, separandola da una stretta fascia pianeggiante costiera del Mare arabico: parte vicino al confine di Gujarat e Maharashtra, a sud del fiume Tapti, attraversando lo Stato del Maharashtra, Goa, Karnataka, Tamil Nadu e Kerala e finendo a Kanyakumari, con il 60% della catena situata nello Stato del Karnataka.
Coperti da fitte foreste tropicali e piantagioni di legno di teak, sandalo ed ebano, raggiungono i 2 637 metri di altitudine con il monte Dodabetta, accogliendo alcune stazioni climatiche, centri di villeggiatura, piantagioni di tè, caffè e cardamomo; scendendo si trasformano via via in altopiani interni e fertili pianure alluvionali; nei delta del nord, si trasformano in steppa, mentre a sud, le foreste dei Ghati orientali, uniti ai Ghati occidentali dal Kerala, sono più rade e lasciano spazio alle savane. In tutta la regione vi sono inoltre riserve naturali popolate da pachidermi, felini e stormi di uccelli. Nel 2003 è stata scoperta una rana endemica dal nome scientifico Nasikabatrachus sahyadrensis.

## Geologia

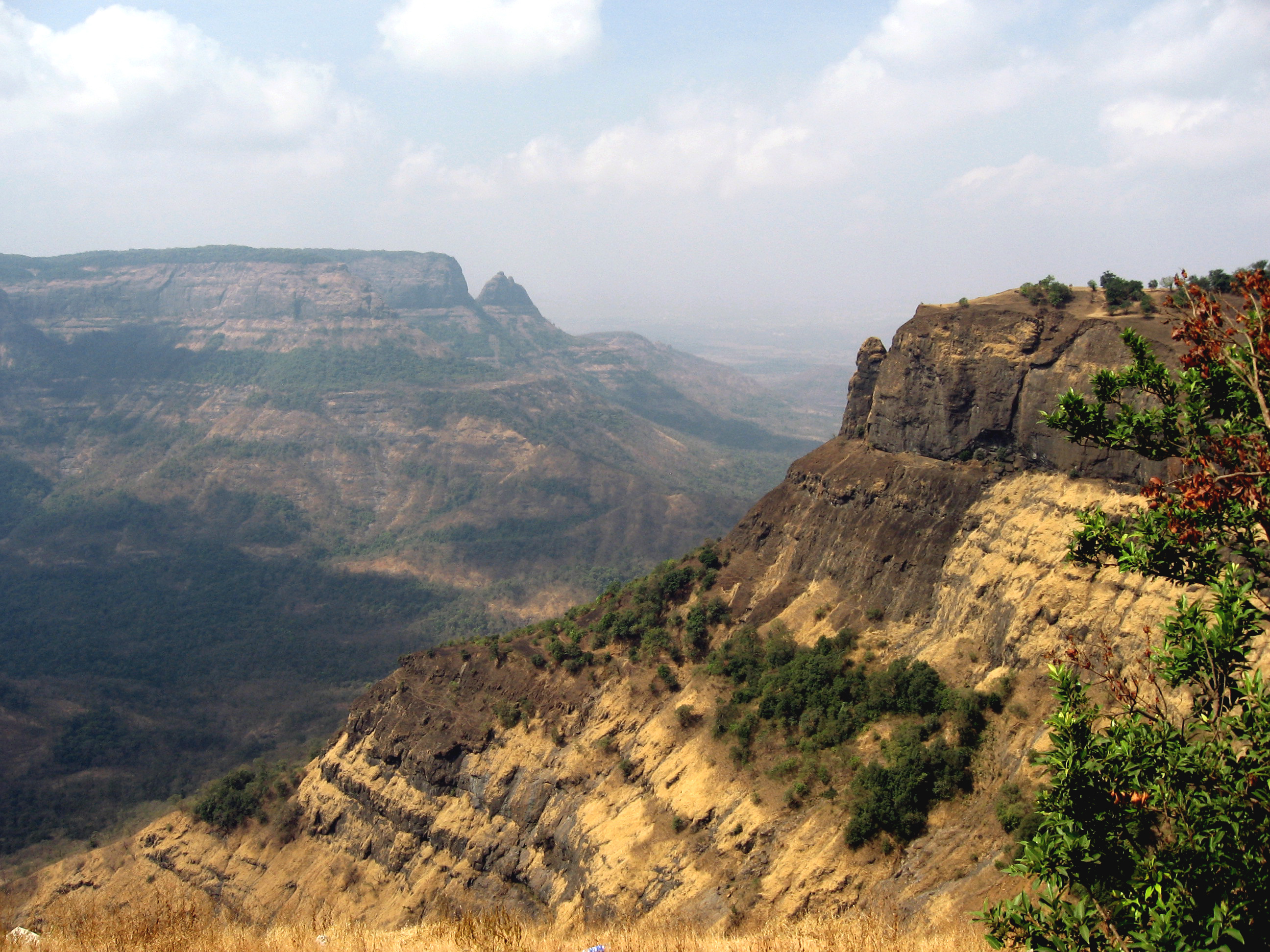
Ghati occidentali

I Ghati occidentali sono le faglie montagnose e il margine eroso dell'Altopiano del Deccan; sondaggi geologici indicano che essi si sono formati durante la rottura del supercontinente Gondwana circa 150 milioni di anni fa, mentre prove geofisiche indicano che la costa indiana occidentale si è formata tra gli 80 ed i 100 milioni di anni dopo il distacco dal Madagascar. Dopo la rottura, la costa indiana occidentale sarebbe apparsa come un dirupo alto 1 000 metri. La roccia maggiormente riscontrabile nelle alture è il basalto, che raggiunge lo spessore di 3 chilometri; altre rocce trovate sono charnockite, gneiss di granito, khondalite, leptynites, gneiss metamorfici con occorrenze occasionali di calcare cristallino, minerale di ferro, dolerite ed anortosite. Sono stati rinvenuti nelle alture meridionali anche residui di calcare e bauxite minerale.

## Geografia

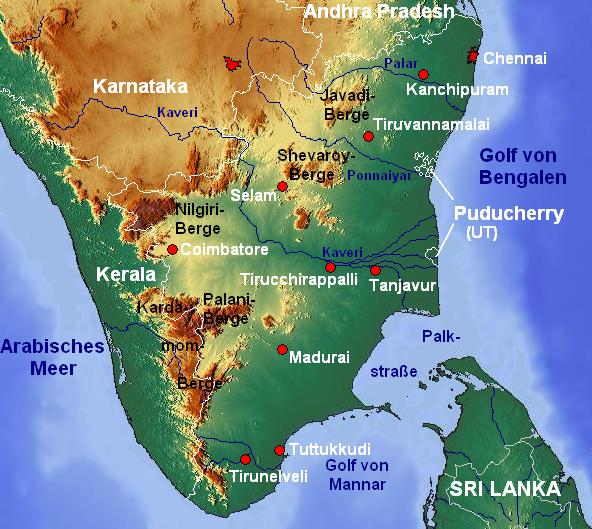
Topografia dei Ghati occidentali (parte meridionale)

I Ghati occidentali si estendono dai monti Satpura a nord, estendendosi da Gujarat a Tamil Nadu a sud attraverso gli stati di Maharashtra, Goa, Karnataka e Kerala. Le fenditure maggiori sono la fenditura Goa, tra le sezioni Maharashtra e Karnataka, e la feditura Palghat al confine tra Tamil Nadu e Kerala, tra le alture Nilgiri e Anaimalai. I monti intercettano i venti monsonici occidentali, conseguentemente diventano un'area molto piovosa, specialmente sul versante occidentale, mentre le dense foreste contribuiscono alle precipitazioni dell'area, agendo come un substrato per la condensazione dei venti orografici umidi provenienti dal mare e rilasciando molta umidità nell'aria con la traspirazione, permettendone la condensazione e la ricaduta nel terreno sotto forma di pioggia.
La porzione settentrionale della stretta pianura costiera tra i Ghati occidentali e il Mar Arabico è nota come la Costa Konkan, quella centrale è chiamata Kanara e quella meridionale è chiamata Costa Malabar. La regione collinare ad est dei Ghati nel Maharashtra è nota come Desh, mentre quella esterna nel Karnataka centrale è nota come Malenadu. La catea è nota come Sahyadri nel Maharashtra e nel Karnataka. I Ghati occidentali incontrano quelli orientali nei Monti Nilgiri nel Tamil Nadu nordoccidentale. Il Nilgiris connette i Colli Biligiriranga nel Karnataka sudorientale con i colli Shevaroys e Tirumala. A sud della fenditura Palghat ci sono i colli Anamala, posizionati nel Tamil Nadu occidentale e nel Kerala con catene più piccole più a sud, inclusi i colli Cardamom, quindi il passaggio Aryankavu e quello Aralvaimozhi, quest'ultimo vicino Kanyakumari. Nella parte meridionale della catena c'è Anamudi (2695 m), la vetta più alta dei Ghati occidentali.

### Orografia

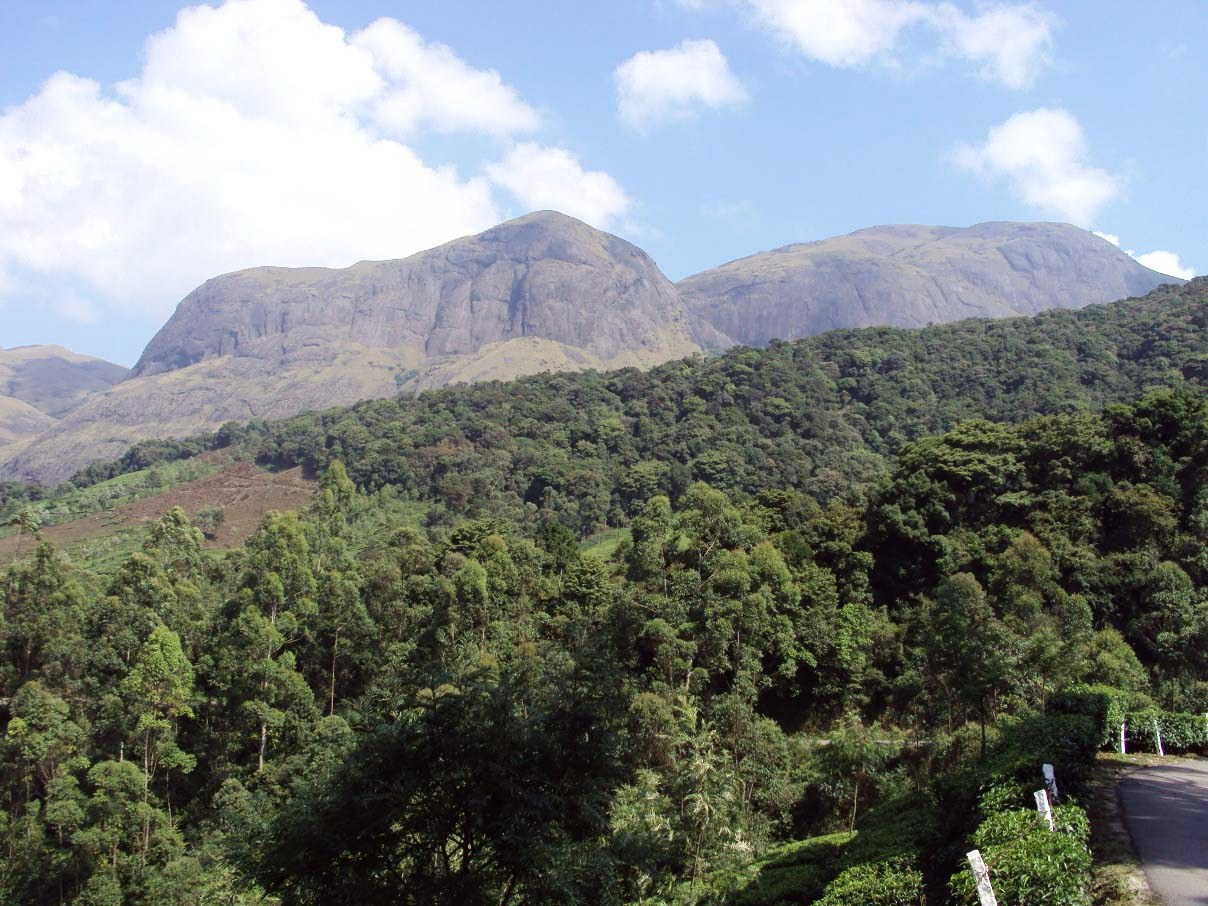
Anamudi, sulla destra, è la vetta più alta dei Ghati occidentali, con i suoi 2695 m

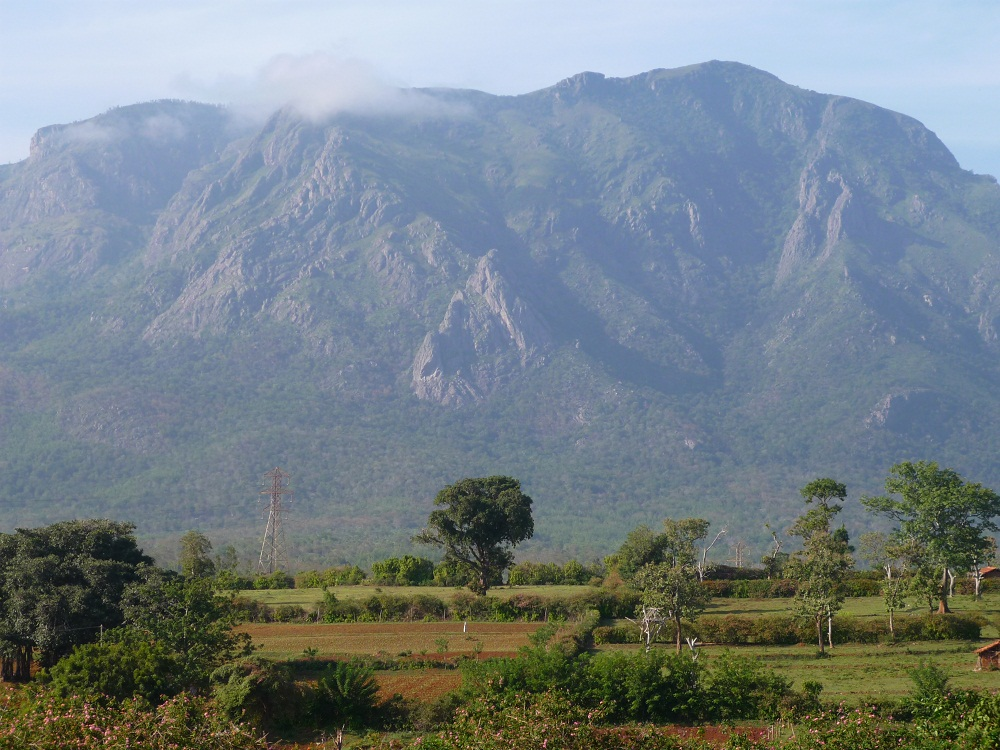
Nilgiris, parte dei Ghati occidentali a Masinangudi, Tamil Nadu

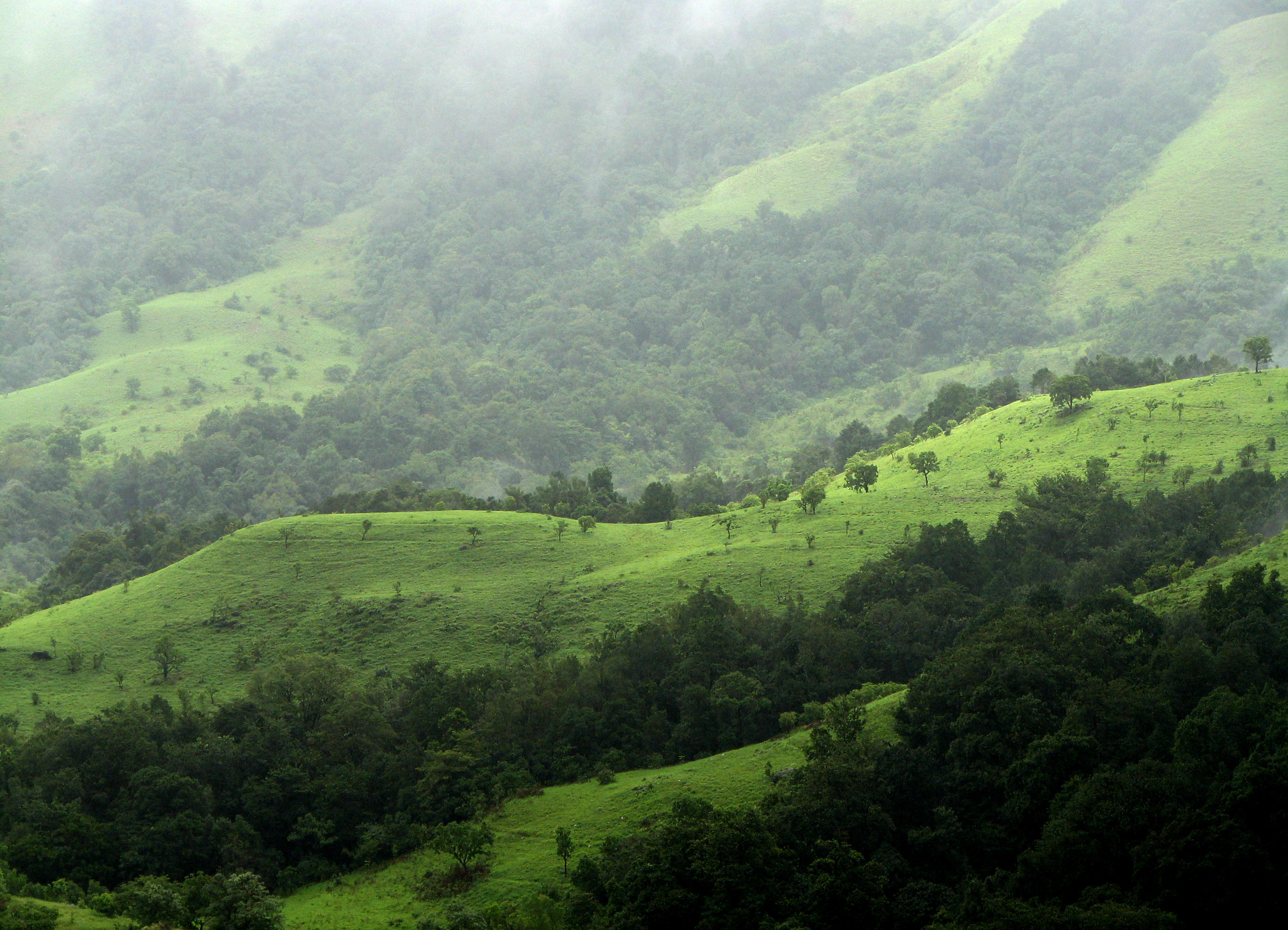
Shola Grasslands e le foreste nel Parco nazionale di Kudremukh, a Karnataka

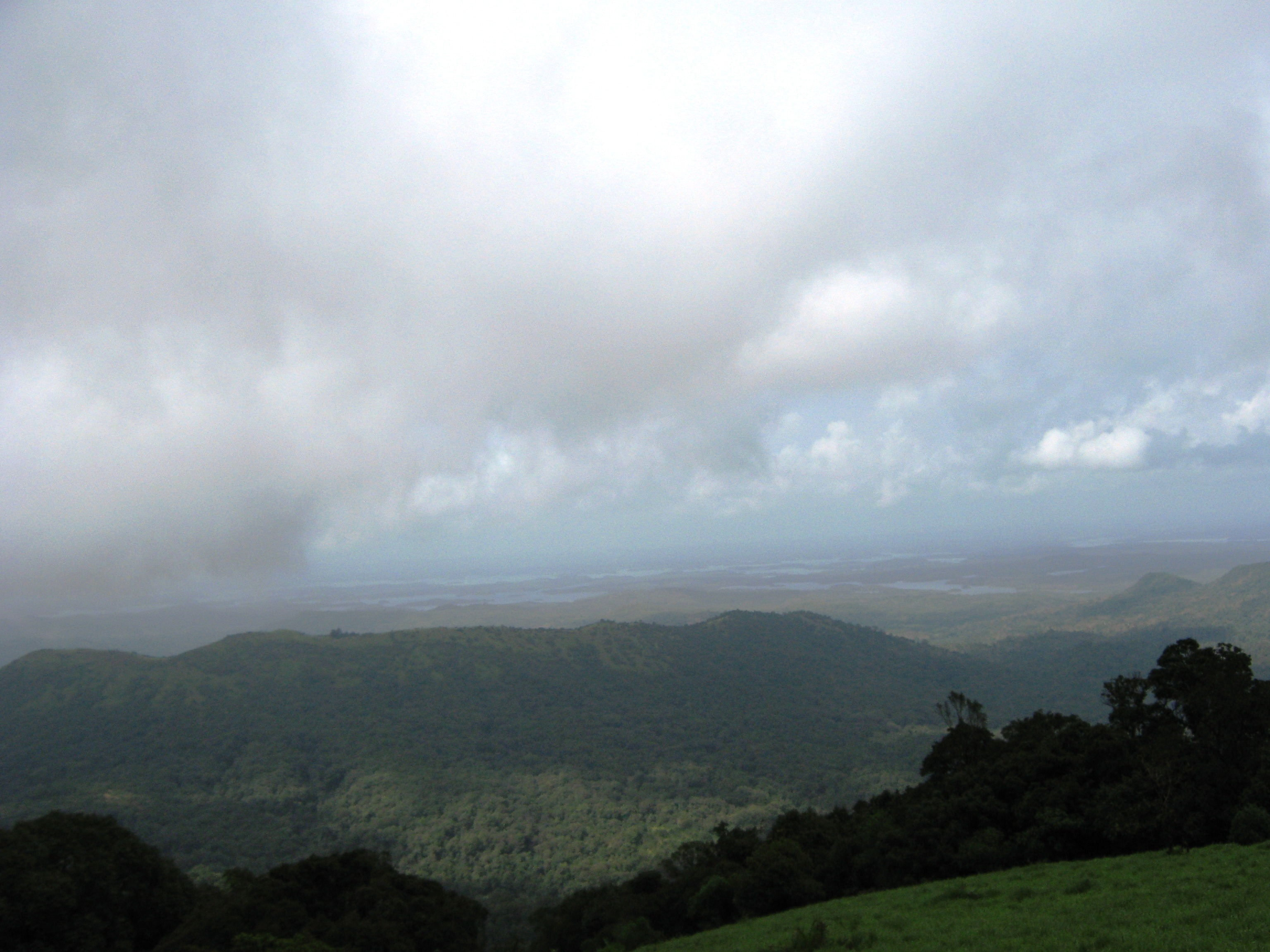
I Ghati occidentali visti da Kodachadri, Karnataka

A seguire una lista delle vette più alte dei Ghati occidentali:
| Posizione | Nome                      | Altezza | Posizione                                                |
| --------- | ------------------------- | ------- | -------------------------------------------------------- |
| 1         | Anamudi                   | 2 695 m | Parco nazionale di Eravikulam, Kerala                    |
| 2         | Mannamalai                | 2 659 m | Distretto di Idukki, Kerala                              |
| 3         | Meesapulimala             | 2 640 m | Distretto di Idukki, Kerala                              |
| 4         | Doddabetta                | 2 637 m | Nilgiris, Tamil Nadu                                     |
| 5         | Kolaribetta               | 2 629 m | Parco nazionale di Mukurthi, Tamil Nadu                  |
| 6         | Mukurthi                  | 2 554 m | Parco nazionale di Mukurthi, Tamil Nadu                  |
| 7         | Vandaravu                 | 2 553 m | Parco nazionale e santuario dei colli Palani, Tamil Nadu |
| 8         | Kattumala                 | 2 552 m | Parco nazionale di Eravikulam, Kerala                    |
| 9         | Anginda peak              | 2 383 m | Parco nazionale della valle silenziosa, Kerala           |
| 10        | Vavulmala                 | 2 339 m | Vellarimala, Kerala                                      |
| 11        | Kodaikanal                | 2 133 m | Kodaikanal, Tamil Nadu                                   |
| 12        | Chembra Peak              | 2 100 m | Distretto di Wayanad, Kerala                             |
| 13        | Elivai Mala               | 2 088 m | Distretto di Palakkad, Kerala                            |
| 14        | Banasura Peak             | 2 073 m | Distretto di Wayanad, Kerala                             |
| 15        | Kottamala                 | 2 019 m | Parco nazionale di Periyar, Kerala                       |
| 16        | Mullayanagiri             | 1 930 m | Chikmagalur, Karnataka                                   |
| 17        | Devarmala                 | 1 923 m | Achenkovil, Kerala                                       |
| 18        | Baba Budangiri            | 1 895 m | Chikmagalur, Karnataka                                   |
| 19        | Kudremukh                 | 1 894 m | Chikmagalur, Karnataka                                   |
| 20        | Agasthyamala              | 1 868 m | Thiruvananthapuram, Kerala                               |
| 21        | Biligiriranga Hills       | 1 800 m | Chamarajanagar, Karnataka                                |
| 22        | Velliangiri Mountains     | 1 778 m | Coimbatore, Tamil Nadu                                   |
| 23        | Tadiandamol               | 1 748 m | Kodagu, Karnataka                                        |
| 24        | Kumara Parvata            | 1 712 m | Dakshina Kannada, Karnataka                              |
| 25        | Pushpagiri                | 1 712 m | Santuario di Pushpagiri, Karnataka                       |
| 26        | Merthi Gudda              | 1 676 m | Hornadu, Karnataka                                       |
| 27        | Kalsubai                  | 1 648 m | Ahmednagar, Maharashtra                                  |
| 28        | Brahmagiri                | 1 608 m | Kodagu, Karnataka                                        |
| 29        | Kote Betta                | 1 620 m | Kodagu, Karnataka                                        |
| 30        | Salher                    | 1 567 m | Nashik, Maharashtra                                      |
| 31        | Madikeri                  | 1 525 m | Kodagu, Karnataka                                        |
| 32        | Dhodap                    | 1 472 m | Nashik, Maharashtra                                      |
| 33        | Himavad Gopalaswamy Betta | 1 450 m | Chamarajanagar, Karnataka                                |
| 34        | Taramati                  | 1 431 m | Ahmednagar, Maharashtra                                  |
| 35        | Torna Fort                | 1 405 m | Distretto di Pune, Maharashtra                           |
| 36        | Purandar fort             | 1 387 m | Distretto di Pune, Maharashtra                           |
| 37        | Raigad fort               | 1 346 m | Distretto Raigad, Maharashtra                            |
| 38        | Kodachadri                | 1 343 m | Shimoga, Karnataka                                       |
| 39        | Paithalmala               | 1 372 m | Kannur, Kerala                                           |
| 40        | Vagamon                   | 1 100 m | Idukki, Kerala                                           |
| 41        | Ranipuram                 | 1 000 m | Kasaragod, Kerala                                        |

### Clima

Mappa delle precipitazioni annue nella regione dei Ghati occidentali

Il clima nei Ghati occidentali varia a seconda dell'altitudine e della distanza dall'Equatore; è umido e tropicale alle altitudini inferiori, temperato dalla vicinanza al mare. Altitudini pari o superiori ai 1 500 metri a nord e pari o superiori ai 2 000 al sud hanno un clima più temperato. La temperatura media annuale è di circa 15 °C; in alcune parti della catena il gelo è comune e le temperature scendono sotto zero durante i mesi invernali. L'intervallo medio delle temperature va dai 20 °C della parte meridionale ai 24 °C di quella settentrionale; è stato osservato anche che il periodo più freddo nella parte meridionale dei Ghati occidentali coincide con querllo più piovoso.
Durante la stagione dei monsoni, tra giugno e settembre, la catena montuosa agisce, nei punti in cui non è interrotta, da barriera alle nubi cariche di umidità, costringendo le nubi cariche di pioggia dirette ad est a risalire, cosa che porta a depositare gran parte delle precipitazioni nella parte non riparata dai Ghati occidentali. La media delle precipitazioni va dai 300 ai 400 centimetri, con estremi localizzati che toccano i 900 centimetri. La regione orientale, che ricade nell'ombra pluviometrica, riceve circa 100 centimetri in meno di pioggia, portando la media tra le regioni a 250 centimetri. Il totale complessivo delle piogge non dipende dell'ampiezza della superficie interessata, in quanto aree del Maharashtra settentrionale ricevono forti precipitazioni seguite da lunghi periodi di siccità, mentre le regioni più vicine all'Equatore ricevono meno precipitazioni annuali ma piove per molti mesi.

### Idrografia

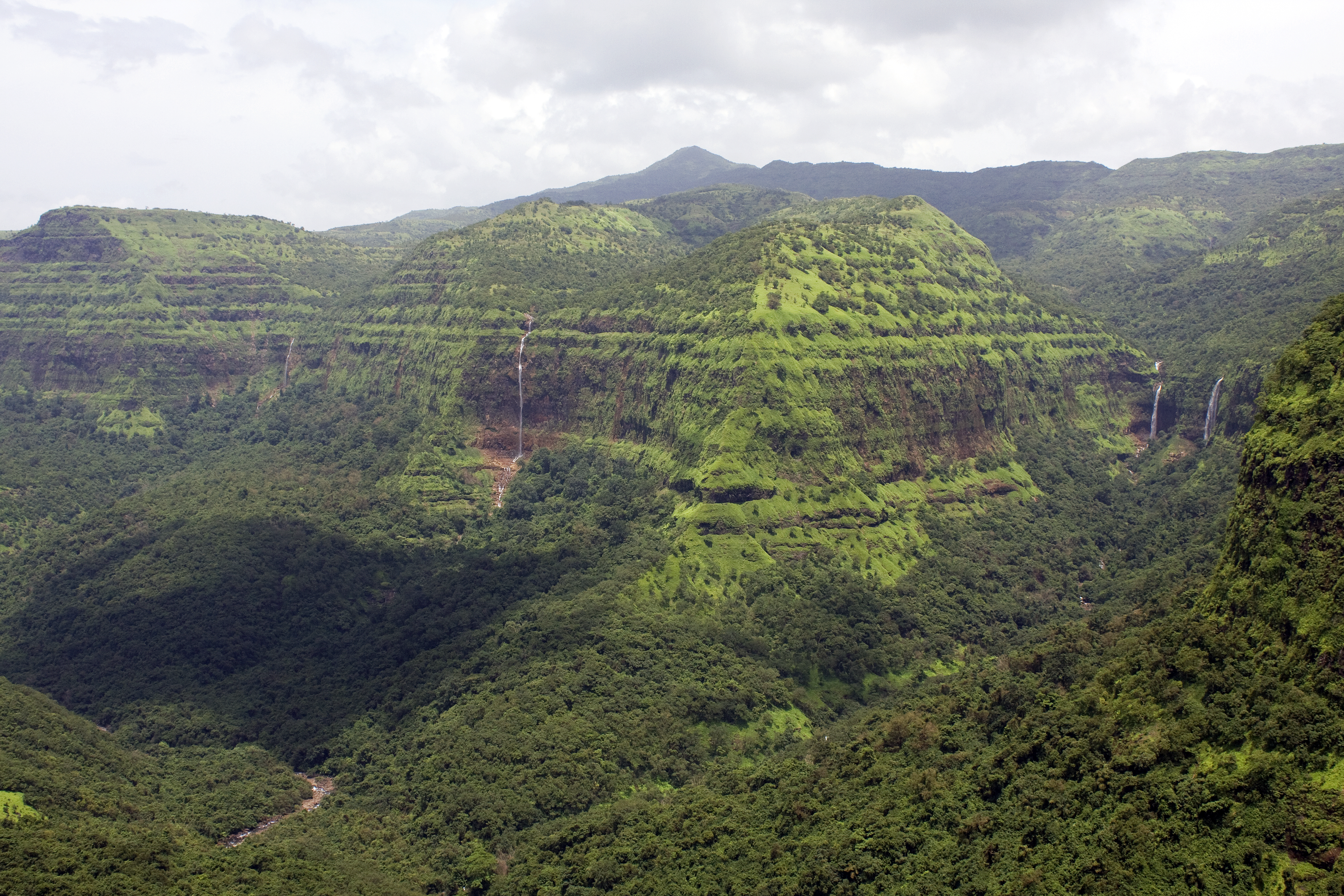
Vista dal passaggio Varandha; si possono notare le numerose cascate

I Ghati occidentali formano uno dei quattro spartiacque dell'India, alimentandone i relativi fiumi a regime d'acqua perenne. I maggiori sistemi fluviali con origine nei Ghati occidentali includono Godavari, Kaveri, Krishna, Thamiraparani e Tungabhadra. La maggioranza dei corsi d'acqua presenti nei Ghati occidentali si uniscono a questi fiumi e trasportano ampi volumi d'acqua durante i mesi monsonici. Questi fiumi scorrono ad est a causa della pendenza del terreno e scaricano nella Baia del Bengala; i maggiori tributari includono Kali, Bhadra, Bhavani, Bhima, Malaprabha, Ghataprabha, Hemavathi e Kabini. I fiumi Periyar, Bharathappuzha, Netravati, Sharavathi, Mandovi e Zuari scorrono verso ovest attraversando i Ghati occidentali, scaricando nel Mar Arabico e scorrono velocemente a causa della pendenza più ripida.

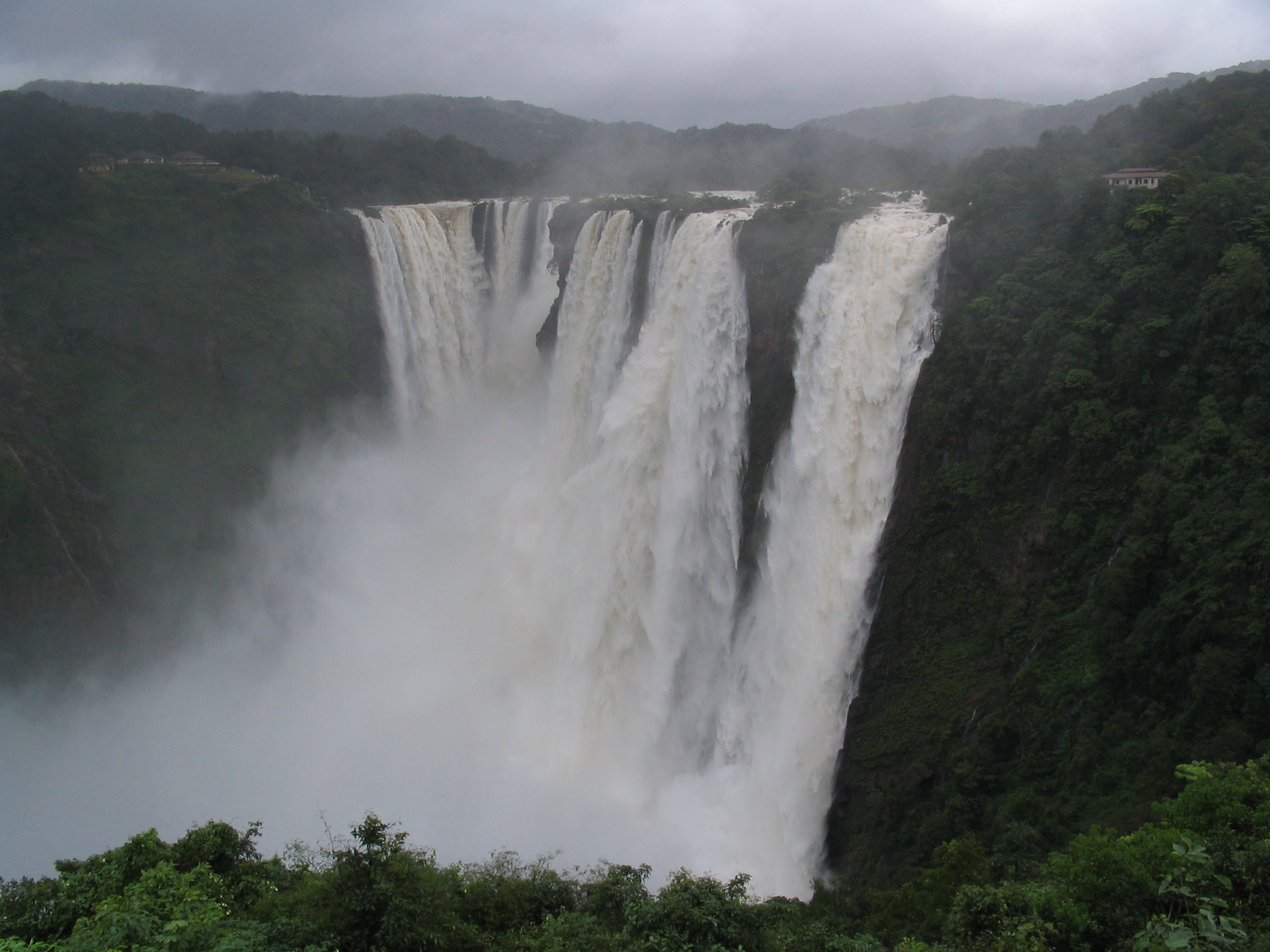
Jog Falls in Karnataka, una delle più spettacolari cascate indiane

Questi fiumi sono stati arginati per l'irrigazione e l'energia idroelettrica, con i serbatoi maggiori, sparsi tra i vari Stati, che sono importanti per la pesca, sia sportiva che commerciale, di trote iridee, mahseer e carpe comuni. Ci sono circa 50 dighe maggiori lungo i Ghati occidentali, le più degne di nota delle quali sono la Koyna in Maharashtra, Linganmakki e Sivasamudram in Karnataka, Mettur e Pykara in Tamil Nadu e Parambikulam ed Idukki in Kerala
Durante la stagione dei monsoni numerosi corsi d'acqua alimentati dalle piogge incessanti precipitano dai fianchi delle montagne, formando numerose cascate; le maggiori delle quali sono Dudhsagar, Unchalli, Sathodi, Magod, Hogenakkal, Jog, Kunchikal e Sivasamudram. Il Talakaveri è la sorgente del fiume Kaveri e la catena Kuduremukha è la sorgente del Tungabhadra. I Ghati occidentali hanno diversi laghi artificiali e riserve con i laghi maggiori (Ooty, 34 ettari, in Nilgiris, Kodaikanal, 26 ettari, e Berijam, nelle cascate Palani, Lago Pookode, Devikulam, 6 ettari, e Letchmi, 2 ettari, in Kerala.

## Ecoregioni

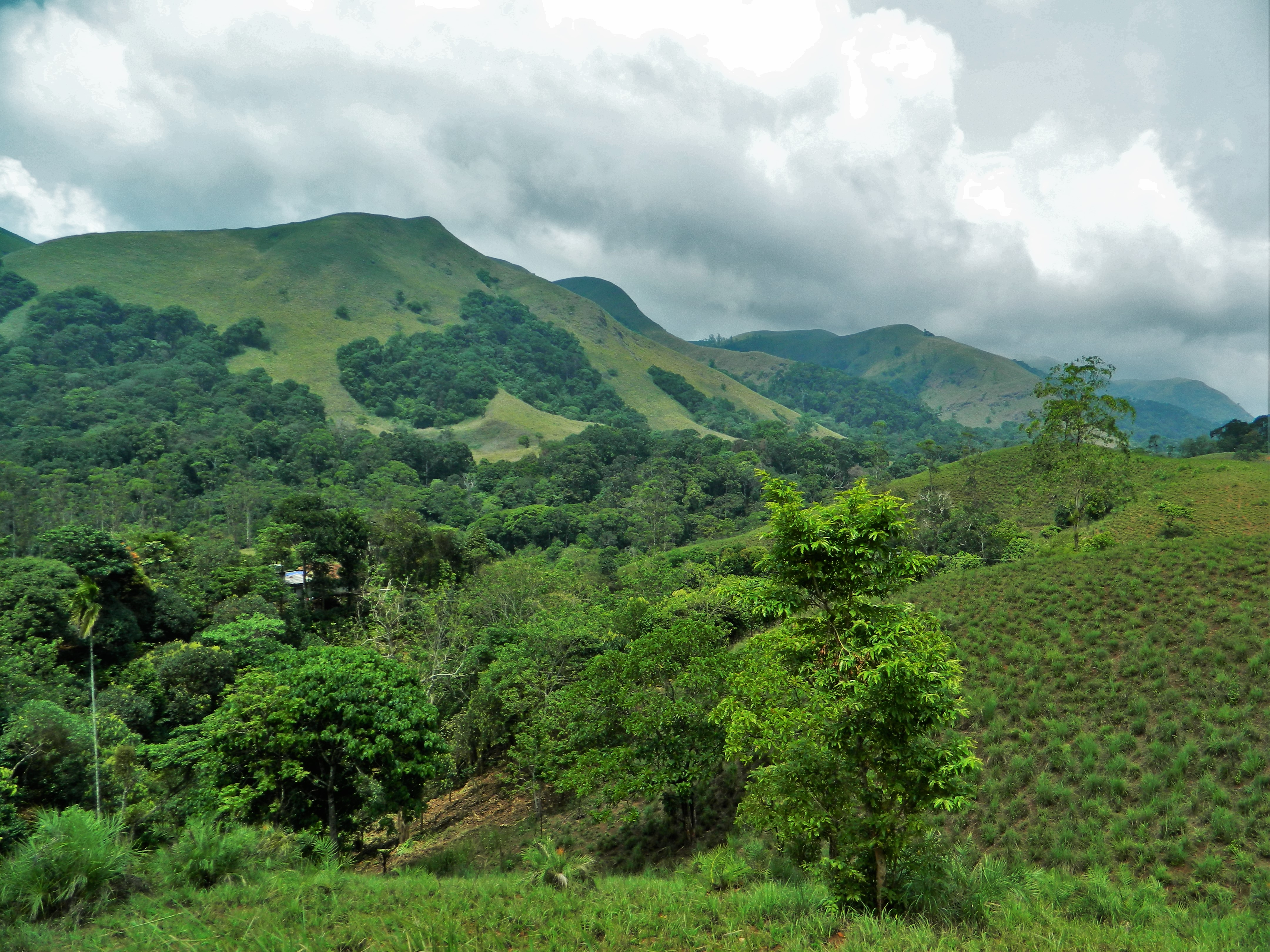
Sholas, parte delle foreste pluviali

I Ghati occidentali sono sede di quattro ecoregioni di foresta di latifoglie umida tropicale e subtropicale – le foreste di latifoglie umide dei Ghati occidentali settentrionali, le foreste pluviali montane dei Ghati occidentali settentrionali, le foreste di latifoglie umide dei Ghati occidentali meridionali e le foreste pluviali montane dei Ghati occidentali meridionali. La porzione settentrionale della catena è generalmente più secca di quella meridionale ed a basse altitudini rende l'ecoregione delle foreste latifoglie umide dei Ghati occidentali settentrionali, come la maggior parte delle foreste latifoglie, costituita prevalentemente di teak. Oltre i 1 000 metri d'altitudine ci sono le Foreste pluviali montane dei Ghati occidentali settentrionali, più fresche e piovose, le cui foreste sempreverdi sono caratterizzate da alberi della famiglia Lauraceae.
Le foreste sempreverdi di Wayanad segnano la zona di transizione tra le regioni ecologiche settentrionali e meridionali dei Ghati occidentali; quelle meridionali sono generalmente piovose e più ricche di specie. A basse altitudini ci sono le Foreste latifoglie umide dei Ghati occidentali meridionali, con i Cullenia come generi di alberi caratteristici, accompagnati da teak, Dipterocarpaceae ed altri alberi. Dalle foreste umide si passa alle secche foreste latifoglia asciutte del Deccan Plateau meridionale, che ricadono nell'ombra pluviometrica ad est. Oltre i 1 000 metri ci sono le foreste piovose montane dei Ghati occidentali meridionali, anch'esse fredde e piovose come le foreste più a valle circostanti e dominate da alberi sempre verdi, sebbene alcune boscaglie montane e foreste rachitiche possono essere trovate ad altitudini elevate. Le foreste piovose montane dei Ghati occidentali meridionali sono la regione ecologica con più biodiversità nella penisola indiana; l'80% delle specie di angiosperme dei Ghati occidentali si trovano in questa regione ecologica.
Nei Ghati occidentali vivrebbe l'elusivo pogeyan.